# Jacek Baranowski (fizyk)
Jacek Baranowski (ur. 19 marca 1939 w Warszawie) – profesor nauk fizycznych, specjalista w zakresie fizyki ciała stałego. Jeden z inicjatorów badań nad grafenem w Polsce.

## Życiorys
Jacek Baranowski jest związany od wielu lat z Wydziałem Fizyki Uniwersytetu Warszawskiego, na którym doktoryzował się pod kierunkiem Leonarda Sosnowskiego i habilitował. W 2009 r. przeszedł na emeryturę w Wydziale Fizyki UW. Następnie jego stałym miejscem zatrudnienia został Instytut Mikroelektroniki i Fotoniki (Łukasiewicz-IMiF) w Warszawie. Od 2007 r. zajmuje się badaniami nad grafenem. Jego obecne zainteresowania są skierowane na badania azotku boru oraz materiałów dwuwymiarowych, takich jak grafen i TMD. Jego dorobek naukowy obejmuje ponad 230 publikacji w międzynarodowych periodykach, które były cytowane w literaturze naukowej ponad 3500 razy, a jego indeks H (według Web of Science) wynosi 34. W trakcie naukowej i dydaktycznej pracy na Uniwersytecie Warszawskim wypromował 16 doktorantów. W swojej naukowej karierze prof. Baranowski odbył szereg długoterminowych staży naukowych w ważnych ośrodkach naukowych na świecie. Po uzyskaniu stopnia magistra odbył w latach 1965-1967 staż na Uniwersytecie Stanforda w Kalifornii, zajmując się badaniami domieszek metali przejściowych w półprzewodnikach. Następnie w roku 1974 kontynuował ten kierunek badań na St.Andrew’s University w Szkocji. W latach 1983–1984 roku przebywał jako profesor zaproszony na Uniwersytecie Pierre and Marie Curie w Paryżu. W latach 1989–1991 pracował jako profesor zaproszony w Berkley University w Kalifornii. Jest laureatem Nagrody Naukowej PAN im. Marii Skłodowskiej Curie przyznanej mu w 1991 roku. Był kierownikiem projektu grantu Narodowego Centrum Badań i Rozwoju GRAFMET, dotyczącego technologii wzrostu grafenu na metalach a realizowanego przez dawny Instytut Technologii Materiałów Elektronicznych w Warszawie.
14.03.2024 odbyła się na UW uroczystość odnowienia jego doktoratu.

## Wybrane publikacje
- Grzegorz Gawlik i inni, Graphene defects induced by ion beam, „Nuclear Instruments and Methods in Physics Research Section B: Beam Interactions with Materials and Atoms”, 408, 2017, s. 228–234, DOI: 10.1016/j.nimb.2017.04.082 [dostęp 2021-11-16] (ang.).
- Rebeca A. Bueno i inni, Highly selective covalent organic functionalization of epitaxial graphene, „Nature Communications”, 8 (1), 2017, s. 15306, DOI: 10.1038/ncomms15306, PMID: 28480884, PMCID: PMC5424159 [dostęp 2021-11-16] (ang.).
- Iwona Pasternak i inni, Graphene growth on Ge(100)/Si(100) substrates by CVD method, „Scientific Reports”, 6 (1), 2016, s. 21773, DOI: 10.1038/srep21773, PMID: 26899732, PMCID: PMC4761869 [dostęp 2021-11-16] (ang.).
- I. Pasternak i inni, Large-area high-quality graphene on Ge(001)/Si(001) substrates, „Nanoscale”, 8 (21), 2016, s. 11241–11247, DOI: 10.1039/C6NR01329E [dostęp 2021-11-16] (ang.).
- Grzegorz Gawlik i inni, Ion beam induced defects in CVD graphene on glass, „Surface and Coatings Technology”, 306, 2016, s. 119–122, DOI: 10.1016/j.surfcoat.2016.05.041 [dostęp 2021-11-16] (ang.).
- M. Rogala i inni, The observer effect in graphene oxide – How the standard measurements affect the chemical and electronic structure, „Carbon”, 103, 2016, s. 235–241, DOI: 10.1016/j.carbon.2016.03.015 [dostęp 2021-11-16] (ang.).
- P. Dabrowski i inni, Nitrogen doped epitaxial graphene on 4H-SiC(0001) – Experimental and theoretical study, „Carbon”, 94, 2015, s. 214–223, DOI: 10.1016/j.carbon.2015.06.073 [dostęp 2021-11-16] (ang.).
- G. Kowalski i inni, New X-ray insight into oxygen intercalation in epitaxial graphene grown on 4H-SiC(0001), „Journal of Applied Physics”, 117 (10), 2015, s. 105301, DOI: 10.1063/1.4914161 [dostęp 2021-11-16] (ang.).